# Scopula tristriaria
Scopula tristriaria är en fjärilsart som beskrevs av Fabricius 1794. Scopula tristriaria ingår i släktet Scopula och familjen mätare. Inga underarter finns listade.